# 티로
티로(Tyro)는 그리스 신화에 나오는 펠리아스와 넬레우스의 어머니이다. 엘리스 지방의 살모네 왕 살모네우스와 알키디케의 딸이다. 살모네우스는 알키디케가 죽자 시데로와 재혼하였는데, 시데로는 전처의 자식인 티로를 몹시 학대하였다고 한다. 티로는 테살리아의 강의 신 에니페우스를 사랑하였는데, 마침 포세이돈이 에니페우스 강가를 거니는 티로를 보고 연정을 품었다. 에니페우스의 모습으로 티로 앞에 나타난 포세이돈은 강물에 파도를 일으켜 주위를 가린 다음 티로를 범하였다. 티로는 이때 임신하여 펠리아스와 넬레우스 쌍둥이 형제를 낳았다. 시데로는 이들이 포세이돈의 자식이라는 사실을 믿지 않고 티로로 하여금 버리게 하였다. 또는 티로가 숙부이며 이올코스의 왕인 크레테우스와 결혼하기로 정해지자 쌍둥이를 버렸다고도 한다. 티로는 크레테우스와의 사이에서 아이손과 페레스, 아미타온 3형제를 낳았다. 아이손은 아르고호의 모험으로 잘 알려진 이아손의 아버지이다. 한편 버림받은 펠리아스와 넬레우스는 마부들의 손에 자랐다. 장성한 펠리아스는 자신이 버려진 이유가 시데로 때문이라는 사실을 알게 되었고, 헤라의 신전에 숨은 시데로를 찾아내어 죽였다.